# В Китае едят собак
«В Китае едят собак» (дат. I Kina Spiser de Hunde; другое название — «Быстрые стволы») — датский комедийный боевик, снятый режиссёром Лассе Ольсеном.
В 2002 году был выпущен приквел фильма под названием «Дави на газ!» (дат. Gamle mænd i nye biler, буквальный перевод — «Старики в новых тачках»).[значимость факта?]

## Сюжет
Однажды Арвид, простой банковский служащий, вырубил ракеткой для игры в сквош грабителя Франца. Через несколько дней к нему пришла жена неудачливого преступника и пожаловалась, что деньги нужны ей для экстракорпорального оплодотворения. Вместе со своим беспутным братом Харальдом Арвид планирует и совершает ограбление, которое приводит к настоящим неприятностям.

## В ролях
- Ким Бодниа — Харальд
- Деян Чукич — Арвид
- Николай Ли Кос — Мартин
- Томас Виллум Йенсен[англ.] — Петер
- Петер Ганцлер — Франц
- Трине Дюрхольм — Ханне
- Лине Крузе — Астрид
- Брайан Паттерсон — Вук
- Сёрен Сеттер-Лассен — Хеннинг
- Лассе Лундерсков — Йорген
- Йеспер Кристенсен — Бартендер
- Пребен Харрис — Эрлинг
- Мартин Спаг Олсен — Пребен
- Эрик Хольми — охраник
- Лестер Визе — Рихард
- Славко Лабович — Ратко
- Йонас Шмитт — полицейский
- Б.С. Кристиансен — полицейский

## Награды
- 2000 — лучший фильм (Фестиваль комедии в Монреале)
- 2000 — лучшие спецэффекты (Роберт Фестиваль, Копенгаген) .
- 2001 — зрительский приз (Audience Award), (Cinénygma, Люксембургский международный кинофестиваль).